# Мали мост
Мали мост (познат још и као Зелени мост или званично Караџићев мост) је најстарији мост у Зрењанину, некада је спајао две обале Бегеја, а данас две обале језера у центру града.
Мали мост је подигнут уместо ранијег дрвеног покретног моста, који је повезивао центар града и Малу Америку. Још током 1870-тих година родиле су се прве идеје да се два централна градска дрвена моста замене гвозденим. Међутим, од идеје до реализације прошло је 30-так година. Иако су прве понуде почеле пристизати још 1893. године град није могао сам да исфинансира њихову градњу. Пошто је питање мостова убрзо постала државна брига Угарске, градске власти више нису могле да битније утичу на њихову градњу.
1903. године из министарства трговине стигли су пројекти за градњу мостова, а на захтев градских власти одобрено је да краљевски инжењер Гамбош Михаљ буде надзорник и контролор градње. Приступне путеве радила је фирма Rauh & Fekete из Будимпеште, Шликова ливница из тадашње престонице је урадила крански систем за подизање мостова, а саму конструкцију је урадила фабрика гвожђа државне железнице у Решицама. Градња је почела 1903. године.
Мост је отворен за саобраћај 26. марта 1904. године и тада је добио име Мост Фрање Јосифа (мађ. Ferencz Jozsef híd), да би после 1919. године понео име Караџићев мост. Дужина изграђеног Малог моста износила је 31 метар, ширина 9 метара и висина 5,5 метара. Kраси га правилна лучна конструкција у виду исечка круга.

## Галерија
- Ограда на Малом мосу